# Michael Čakrt
Michael Čakrt (15. ledna 1924, Brno – 25. června 1997, Trutnov) byl český hudební skladatel, učitel, varhaník a sbormistr, který je znám především svým působením na lidových školách umění v Trutnově a Žacléři. Měl však také značné nehudební vzdělání a kromě němčiny a latiny ovládal částečně také italštinu, polštinu a starořečtinu.

## Život
Narodil se v Brně v rodině předsedy senátu Nejvyššího soudu JUDr. Michaela Čakrta a jeho manželky Věnceslavy rozené Rosické, která pracovala jako učitelka. Ve svém rodišti navštěvoval nejprve pětitřídní chlapeckou obecnou školu (v letech 1929 až 1934) a poté Státní československé gymnázium. Ještě jako malý se začal učit na housle. Hudbě se věnovala také jeho sestra Eva, která se učila hrát na klavír. V roce 1938 se Čakrtovi přestěhovali do Prahy, kde si postavili dům na tehdy nově budovaných Petřinách.
V Praze pokračoval Michael ve studiu na Jiráskově gymnáziu v Resslově ulici a namísto houslí se věnoval hře na klavír; té ho vyučovala sestra jeho otce Olga Čakrtová, která působila v Praze jako profesionální učitelka hudby. Michaelova sestra Eva po přestěhování do Prahy s výukou klavíru skončila a vystudovala střední archivní školu. Oba sourozenci se však doma s láskou věnovali hudbě a společně přehrávali operní árie z klavírních výtahů. Jeho vztah k hudbě vedl k odhodlání stát se hudebním skladatelem.
V roce 1942 složil maturitní zkoušku s vyznamenáním a byl přijat na kompoziční oddělení pražské hudební konzervatoře. Ve školním roce 1944/1945 byla výuka nahrazena domácí výrobou tašek v rámci totálního nasazení. Ztracený rok dohnal spojením závěrečných dvou ročníků ve školním roce 1946/1947, takže školu dokončil již v roce 1947 s vyznamenáním. Současně studoval od roku 1945 také hudební vědu a psychologii na Filosofické fakultě Univerzity Karlovy a od roku 1946 rovněž hudební teorii na Hudební fakultě Akademie múzických umění; v roce 1949 však byl z politických důvodů z obou těchto škol vyloučen a stejně tak byla ze studia na Filosofické fakultě Univerzity Karlovy vyloučena jeho sestra Eva, která poté pracovala jako archivářka.
Ač pocházel z nevěřící rodiny, během svých pražských studií přijal katolickou víru, k čemuž pomohlo také jeho několikaleté působení na místě varhaníka a vedoucího chrámového sboru v kostele sv. Fabiána a Šebestiána v Liboci. V roce 1948 se dal zapsat do kurzu laických katechetů a v roce 1949 vykonal závěrečné zkoušky. Po svém vyloučení z vysokoškolských studií byl proto přidělen do Sokolova, kde vyučoval náboženství na národních a středních školách a kromě toho působil jako varhaník a regenschori v tamním kostele sv. Jakuba Staršího. Kvůli tlaku vůči jeho osobě ze strany komunistického režimu i celkově neutěšené situaci v českém pohraničí se však po třech letech nervově zhroutil a musel se léčit v sanatoriu. Jeho zdravotní stav zhoršovalo také kouření, se kterým začal za druhé světové války a jemuž v této situaci silně podlehl. K uzdravení přispěl jeho vztah s Marií Šiškovou (1922-2008), se kterou se v lednu 1953 v Sokolově oženil.
V roce 1953 nastoupil jako učitel do lidové školy umění v Trutnově, kde Čakrtovi bydleli v malém bytě v budově tamního arciděkanství. Pro svůj buržoazní původ a politické i náboženské přesvědčení byla jeho žádost o přijetí do Svazu československých skladatelů neúspěšná, takže jeho díla nemohla být vydávána. Protože neměl sílu skládat jen v naději, že v budoucnu jeho skladby někdo objeví, namísto komponování se soustředil na práci pro děti, ve které našel své poslání, a na vytrvalou činnost varhaníka v trutnovském kostele Narození Panny Marie. Stal se také vedoucím tamního chrámového sboru, který založil začátkem 50. let 20. století trutnovský varhaník Krejčí. Pro neshody mezi Čakrtem a korepetitorem Vlastimilem Brunclíkem sbor upadal, takže nakonec nebyl schopen zpívat ani na Vánoce. Situaci vyřešilo až sloučení s chrámovým sborem v Poříčí v roce 1966, jehož korepetitor Karel Müller považoval za čest s Čakrtem spolupracovat.
V Trutnově se 10. října 1962 narodila jeho jediná dcera Agáta (později provdaná Hauserová), která vystudovala konzervatoř v Pardubicích a stala se zpěvačkou. Po onemocnění ředitele školy byl Čakrt pověřen jejím vedením, a když ředitel Ludvík Merta zemřel, zvítězil Čakrt ve vyhlášeném výběrovém řízení a od 1. července 1969 se stal ředitelem LŠU Trutnov. Vzhledem k tomu, že odmítl podepsat souhlas se vstupem sovětských vojsk do Československa, byl k 1. září 1970 z této funkce odvolán, přičemž písemné oznámení o odvolání obdržel dodatečně až po několikerých urgencích a důvody odvolání mu vůbec nebyly oficiálně sděleny. Útočiště před pronásledováním nacházel ve službě varhaníka, avšak po druhém vatikánském koncilu mu bylo vytýkáno, že na varhany hraje příliš umělecky a tím účastníky bohoslužeb rozptyluje a znemožňuje jim soustředit se na liturgii.
V roce 1970 pak byl přeložen na lidovou školu umění v nedalekém Žacléři, kam denně dojížděl autobusem. Tamní horské podnebí mu sice nesvědčilo, protože neměl rád zimu, ale ve svém novém působišti byl velmi spokojený, neboť tam našel přátelský pracovní kolektiv. V Žacléři vyučoval starší žáky na klavír, hudební teorii a později také zpěv. Měl tam méně malých žáků, s nimiž ho práce velmi unavovala, než v Trutnově. Po odchodu manželů Rajmanových do důchodu v roce 1981 se stal na žacléřsk lidové škole umění jediným kmenovým učitelem. Situace se změnila v roce 1982, kdy se do Žacléře přistěhoval mladý akordeonista Evžen Zomer se svou manželkou klavíristkou Jarmilou, kteří svým nadšením dodali Michaelu Čakrtovi nový elán. Zúčastnil se jimi pořádaných veřejných vystoupení a dočkal se výrazného zlepšení úrovně dosud skomírající maloměstské LŠU.
V důsledku silného kouření onemocněl v roce 1990 rakovinou dásně. Tento zlozvyk mu často vyčítali mnozí jeho kolegové a přátelé, avšak nedokázal s ním přestat ani přes žádosti manželky a varování lékařů, že by delším pobytem v zakouřeném prostředí mohlo být silně narušeno zdraví dcery Agáty. S kouřením se sice ještě před narozením dcery pokusil přestat, ale pro silné abstinenční příznaky svou snahu vzdal. Jeho zdravotnímu stavu neprospěl ani konflikt s administrátorem trutnovského arciděkanství Václavem Pavlišem, s nímž neuměl diplomaticky jednat. Když při trutnovské mši v roce 1991 prováděl Čakrtem vedený sbor Lužanskou mši D-dur, dal Pavliš v polovině Creda pokyn ministrant, aby vypnul varhany, a po mši zakázal Čakrtovi provádět figurální mše, které se zdály Pavlišovi příliš dlouhé a bezúčelné. Po čase bylo sboru také zakázáno zkoušet v budově arciděkanství. Omezení činnosti sboru trvalo i poté, co Václava Pavliše v úřadu administrátora v říjnu 1992 vystřídal Petr Boháč, který dovolil Čakrtovi doprovázet mše hrou na varhany jen v pracovní dny, čímž dlouholetého varhaníka z jeho působení v podstatě vytěsnil. Ačkoliv se Čakrtovu nemoc podařilo podchytit a stabilizovat, dvakrát se vrátila; při druhé recidivě se již Čakrtovi život zachránit nepodařilo, takže v trutnovské nemocnici zemřel. Několik dnů po jeho smrti byla činnost jím vedeného chrámového sboru ukončena.

## Dílo
Čakrtovo hudební dílo není příliš rozsáhlé, avšak je žánrově různorodé. Mimo vlastní skladby provedl řadu úprav lidových písní, melodií z oper a oblíbených skladeb českých i světových skladatelů, a to pro smyčcový nebo komorní orchestr, sbor nebo pro různé pěvecké obsazení. Svá díla komponoval převážně v noci, kdy měl absolutní klid. Až na výjimky nejsou datována a jejich úplný seznam neexistuje, protože část rukopisů se nachází u různých hudebníků, kteří dostali skladby od Čakrta k posouzení či nastudování, a část se pravděpodobně ztratila. Kromě skladeb určených pro děti v rámci jeho působení na lidové škole umění a pro potřeby chrámového sboru nebyly jeho skladby prováděny.

### Komorní díla
- Divertimento v národním tónu (smyčcový orchestr a klavír)
- Passacaglia concertate (sólo nástroj, dvoje housle, viola a violoncello)
- Trio – sonáta (housle, viola a klavír)
- Quartetto (smyčcový kvartet)
- Quartettino in Re (smyčcový kvartet)
- Volné chvíle (smyčcový kvartet)
- Menuet (smyčcový kvartet)
- Hajdy ven! (úprava doprovodu díla Richarda Wagnera pro smyčcový orchestr)
- Rozkvetný den (úprava díla Radima Drejsla pro smyčcový orchestr)
- Tanec na téma východočeské písně (pro B klarinet a smyčce s klavírem)

### Vokálně instrumentální díla
- Z Moravy a Slovenska (pásmo lidových písní pro dětský sbor, smyčcový orchestr a klavír)
- Z hradecké zahrádky (pět písní pro dětský sbor, smyčcový orchestr a klavír – Salát, Měkkota, Růžička, Sto ovec, Hradecká zahrádka)

### Klavírní díla
- Gavotta – Allegretto (Gavotta noc eleganza) a Musetta (L'istesso tempo); zkomponováno 21. únor 1958
- 19 Introduzioni
- Divertimento
- Marica
- Andante sostenuto (pro čtyřruční klavír)
- Sousedská a Valčík (pro čtyřruční klavír)

### Vokální díla
- Mešní ordinarium
- Smuténka (cyklus písní pro mezzosoprán a klavír)
- Tříhlasé dětské sbory
- Vergin tutta amor (úprava díla Francesca Duranteho, zpěv a varhany)
- Nina (úprava díla Giovanniho Battisty Pergolesiho)

### Varhanní díla
- Fuga pro varhany